# Pálóczi Horváth Ádám
Pálóczi Horváth Ádám (Kömlőd, 1760. május 11. – Nagybajom, 1820. január 28.) költő, író, hagyománygyűjtő. Kazinczy Klára költőnő férje.

## Élete
Horváth György református lelkész és hollósi Somogyi Kata fia. Gyermekkorában sokat betegeskedett és tizenkét éves koráig falusi iskolákba járt Csiszáron, Bicskén és Kocson. 1773-tól a Debreceni Református Kollégiumban tanult logikát és retorikát. 1775. április 27-én togátus lett; azonban szenvedélyes, nyugtalan természete és a diákélet korhely mulatságaiban való részvétele miatt sok nézeteltérése volt elöljáróival. Ezért a teológiai tanulmányoktól elidegenedvén, a debreceni iskolától 1780-ban önként megvált. A nagyhírű Hatvani István tanártól matematikai képzettségéről jó bizonyítványt kapott és ez segítette a mérnöki hivatalhoz. Miskolcra ment patvariára és hét havi gyakorlat után Eperjesen a kerületi táblánál ügyvédnek és egyúttal mérnöknek is felesküdött.
Pápára költözött, ahol mérnökként tevékenykedett. 1782-ben megnősült, majd Füreden illetve Szántódón gazdálkodott, s közben verseket írt. A Hol-mi köteteinek (1-3, 1788-1793) számos versében énekelte meg a Balatont, melyet ő „honunk kisded tengere, Pannónia Tenger” néven nevezett. Mint országosan ismert költő az 1780-as évektől levelezett Kazinczy Ferenccel. Csokonai Vitéz Mihályt is barátságába fogadta, elsőként ismerte fel költői nagyságát. A nyelvújítási küzdelemben semleges álláspontot képviselt. Később az ortológusok dunántúli csoportjához vonzódván elhidegült a széphalmi mestertől. 1789-től a pesti, később a zalaegerszegi szabadkőműves páholy tagja volt. Névtelenül jelent meg 1792-ben Felfedezett titok című szentimentális énregénye. Ez a korabeli szabadkőművesség tanításainak összefoglalása. Annak a köznemességnek a jellegzetes képviselője volt, amely a felvilágosodás eszméit összhangba tudta hozni a nemzeti múlt hagyományaival. Kurucos hazafiság és erős németellenesség jellemezte. Röpiratban szállt síkra a nők egyenjogúságáért és a nemesség kiváltságainak visszaszorításáért. Petrikeresztúri tartózkodása idején (1812-1818) a Keszthelyi Helikon mintájára megalakította és összefogta a főként nőírókból álló „Göcseji Helikon”-t. Amikor németgúnyoló versei miatt 1814-ben eljárást indítottak ellene, a versek megtévesztő átköltésével terelte el magáról a gyanút. Jó barátai között szintén található: zalalövői Csapody Gábor (1760–1825) Somogy vármegye alispánja, királyi tanácsos, költő, szabadkőműves.
A varasdi – majd zalaegerszegi – szabadkőműves páholy volt főmestere, jáprai Spissich János (1745-1804), zalai alispán halála után, Pálóczi Horváth Ádám, tubolyszeghi Tuboly László (1756-1828) közeli barátjával együtt vásárolta meg Spissich János fiától, apja könyvtárát, mivel a tervük volt az, hogy közösen építenek egyet a két családnak magán használatnak. Horváth Ádám gyakran levelezett László lányávai főleg Tuboly Liza költőnővel, aki a feleségének Kazinczky Klárának jó barátnője is volt.
1812-ben Pálóczi Horváth Ádám Nagybajomról Petrikeresztúrra tette át lakását. 1814. június 21-én I. Ferenc király leiratot intézett gróf Erdődy József magyar kancellárhoz. Eszerint tudomására jutott, hogy Somogy és Zala vármegyében igen botrányos énekeket énekelnek, melyek szerzője pálóczi Horváth Ádám, aki Zalában tartózkodott, de Somogyban is voltak birtokai, sőt Gömör vármegye közgyűlésén is különös ellenállást tanúsított. A botrányosnak nevezett ének a Stájer tánc volt. Mind a somogyi, mind a zalai alispán ártatlannak minősítette Horváthot. Jóindulatúan hallgatták ki, átgondolt védekezést készíthetett. A hivatalos leiratot kézhez kapta, másolatát Kazinczynak is elküldte. Lovászi és szentmargitai Sümeghy József (1757-1832) zalai alispán a vizsgálati anyaghoz Horváth verseinek egy kis gyűjteményét is mellékelte, ezek már átírt, németellenességből kiforgatott, franciaellenesre módosított szövegek voltak. Utolsó betegsége idején, Pálóczi Horváth Ádám azonban ismét Nagybajomra tért vissza, ahol 1820. január 20-án megérezte halálát: a reggeli kávé után megilletődve mondta feleségének: "fiam bizon meghalok, nem állhatom ki ezt a világot", majd 25-én vérhányás és torokdaganat lepte meg és január 28-án meghalt.
A Magyar Tudományos Akadémia és az Országos Széchényi Könyvtár sok kiadatlan munkáját őrzi.

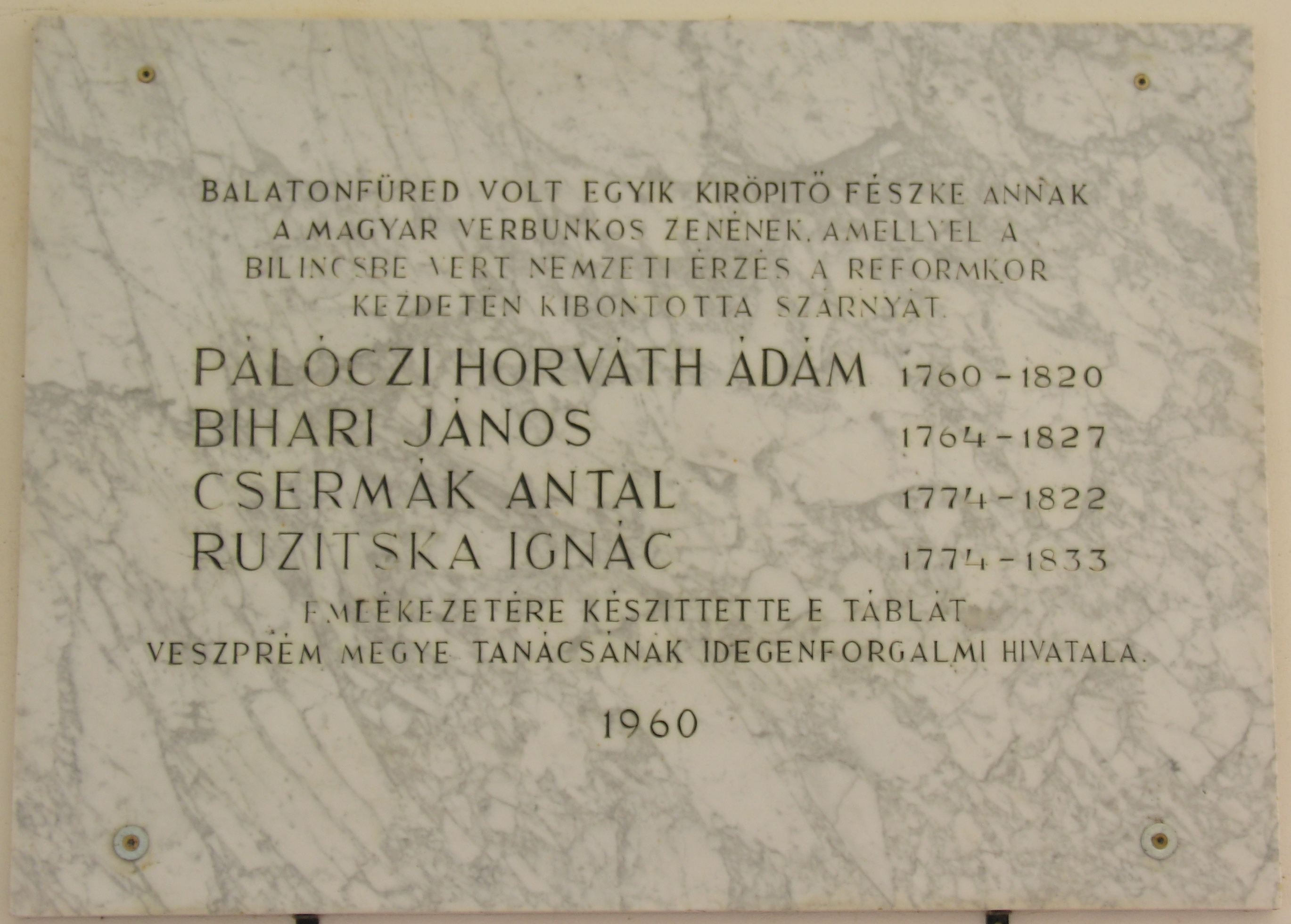
Pálóczi Horváth Ádám, Bihari János, Csermák Antal, Ruzitska Ignác emléktáblája Balatonfüreden

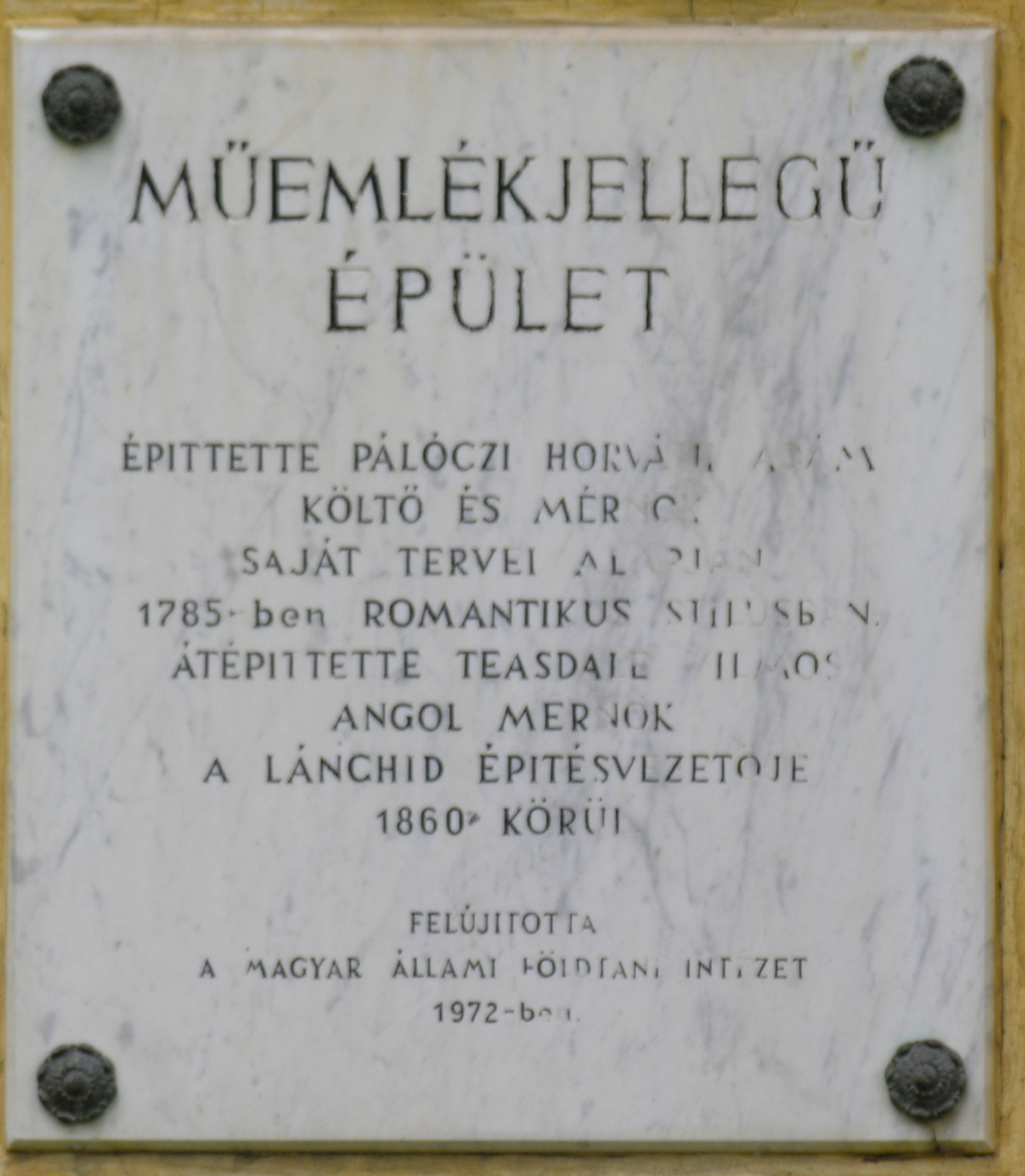
Pálóczi Horváth Ádám kastélyának emléktáblája Balatonfüreden

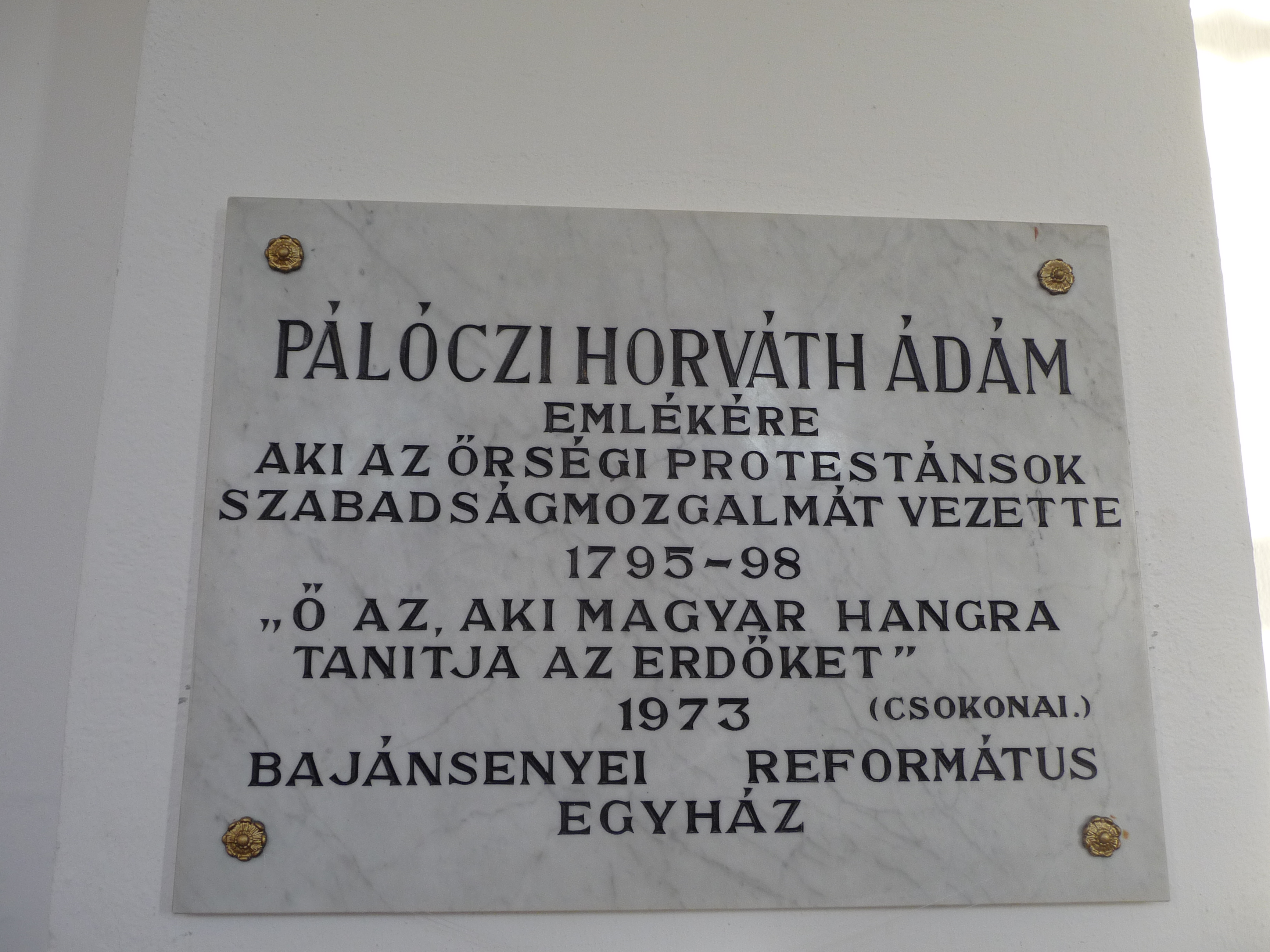
Emléktáblája Bajánsenyén, a református templom belső falán

## Házasságai
1793. május 11-én elvált nejétől, Oroszy Juliannától (1766-1842), Oroszy Dániel, tótvázsonyi birtokos és Pázmándy Éva (1733-1800) lányától; de még ugyanezen év szeptember 16-án újból megnősült, nádasdi Sárközy Istvánnak, a híres somogyi alispánnak rokonhúgát vette el, nádasdi Sárközy Jusztinát. E nejétől szégyellvén a másodszori válást, csak ágytól és asztaltól szakadtak el 1808. június 16-án. De második neje 1818. június 8-án meghalt és az akkor már a sír szélén álló Pálóczi Horváth azon év augusztus 12-én újra hűséget esküdött Kazinczy János magyarszékelyi református prédikátor és nemes Juhász Katalin leányának, a költői lelkű Kazinczy Klárának (1785-1849). A Kazinczyhoz írott levelei és egyes költeményei belepillantást engednek viszonyukba.

## Művei
- Hunniás (1787) [6][7]
- A lélek halhatatlansága felől való gondolatok, a mint azokat édes atyja halálakor szomorú szivvel rendbe szedhette (1788)
- Hol-mi (1788-1792, 1892)
- Magyar ódák, avagy Énekek (1788)
- Békesség angyala köszöntésire sümeghi banderiumnak felelettye (1790)
- A magyar asszonyok prókátora, a Budán öszve gyült rendekhez (1790)
- A férfiak felelete az asszonyokhoz. Arra a javallásra: hogy jó volna az asszonyokat is a közönséges gyülekezetekbe bébocsátani (1790)
- Két nagy hazafinak emlékezete (1790)
- Legrövidebb Nyári Éjtszaka (1791)
- Psychologia... (1792)
- Fogoly Hunyadi (1792)
- Fel fedezett titok (1792) Új kiadása: Budapest, Szépirodalmi, 1988
- Egy nemes biztatás az hiv vitéz magyarokhoz (1796)
- Dunántúli verseskönyv (1802)
- A’ Böltsesség nagy Mestereinek A’ Szent Rend kezdetétül fogva a’ XIIdik Századig Biographiája úgy a’ mint azokat Rendel elő számlálja Hirám a’ maga idejeig; és Hiramon túl folytatja Aquinoi Tamás a’ maga életéig, kézirat, [1812] OSZK Kézirattár, Quart. Hung. 1259.
- Ó és Új mint-egy Ötödfél-száz Énekek (1814)
- A tétényi leány Mátyás királynál (1816)
- Hyperboréi Zsenge (1817)
- Rudolphias (1817)
- A magyar Magóg pátriarkhátúl fogva I. István királyig (1817)
- A' magyar nyelv' dialectusairól (1821)
- Magyar Árion: azaz Muzsikai hang-mértékekre irott Énekek (kézirat)
- Péterffy Ida: Pálóczi Horváth Ádám Szántódon. Ismeretlen somogyi levelek, 1788–1789; Panoráma, Budapest, 1980 (Szántódi füzetek)
- Ötödfélszáz énekek. Pálóczi Horváth Ádám dalgyűjteménye az 1813. évből; sajtó alá rend, bev., jegyz. Bartha Dénes és Kiss József; kritikai kiad.; Akadémiai, Budapest, 1953
- Énekes poézis. Válogatás Pálóczi Horváth Ádám ó és új mintegy ötödfélszáz énekek ki magam csinálmányja, ki másé című, 1813. évi kéziratos dalgyűjteményéből; vál. Katona Tamás, utószó, jegyz. Küllős Imola, Domokos Mária; Magyar Helikon, Budapest, 1979
- Felfedezett titok; szöveggond., tan., jegyz. Németh József; Szépirodalmi, Budapest, 1988 (Ritkaságok)
- Péterffy Ida: Levelek Szántódról. Válogatás Pálóczi Horváth Ádám írásaiból. Levelek, versek, prózai művek 1787–1790; Panoráma, Budapest, 1984 (Szántódi füzetek)
- Pálóczi Horváth Ádám verses kiadványai, 1787–1796; sajtó alá rend. Tóth Barna; Universitas–Debreceni Egyetemi, Budapest–Debrecen, 2015 (Régi magyar költők tára, XVIII. század)

## Emlékezete

### Magyar Rádió
- Kemény Egon–Ignácz Rózsa–Soós László–Ambrózy Ágoston: „Hatvani diákjai” (1955) Rádiódaljáték 2 részben. Szereplők: Hatvani professzor – Bessenyei Ferenc, Kerekes Máté – Simándy József, női főszerepben: Petress Zsuzsa, további szereplők: Pálóczi Horváth Ádám – Sinkovits Imre/Bende Zsolt, Mezey Mária, Tompa Sándor, Zenthe Ferenc, Horváth Tivadar, Kovács Károly, Hadics László, Gózon Gyula, Csákányi László, Dénes György és mások. Zenei rendező: Ruitner Sándor. Rendező: Molnár Mihály és Szécsi Ferenc. A Magyar Rádió (64 tagú) Szimfonikus Zenekarát Lehel György vezényelte, közreműködött a Földényi-kórus 40 tagú férfikara. 2019 – Kemény Egon kétszeres Erkel Ferenc-díjas zeneszerző halálának 50. évfordulója esztendejében CD-újdonságként jelentek meg a  "Hatvani diákjai" és a  "Komáromi farsang" című daljátékai eredeti rádió-hangfelvételeinek (1955, 1957) digitalizált (2019) dupla-albumai. kemenyegon.hu
- Kemény Egon – Erdődy János: „A messzetűnt kedves” (1965) Történelmi daljáték. Szereplők: Fazekas Mihály – Simándy József/Darvas Iván, Pálóczi Horváth Ádám – Palócz László/Láng József, Ámeli – László Margit/Domján Edit, Julika – Andor Éva/Örkényi Éva. Zenei rendező: Ruitner Sándor. Rendezte: László Endre. A Magyar Rádió Szimfonikus Zenekarát Bródy Tamás vezényelte, közreműködött a Földényi kórus.

## Kapcsolódó lapok
- Nagy a feje, búsuljon a ló (Pálóczi Horváth Ádám szerzeménye)